# Battaglia di Nozio
La battaglia di Nozio (o Efeso) fu una vittoria navale spartana avvenuta durante la guerra del Peloponneso. Prima della battaglia il comandante ateniese, Alcibiade, lasciò il suo timoniere, Antioco, al comando della flotta ateniese, che stava bloccando la flotta spartana a Efeso.
Violando i suoi ordini, Antioco tentò di spingere alla battaglia gli Spartani, attirandoli con un'esca; la sua strategia fallì e gli Spartani, comandati da Lisandro, riportarono una vittoria sulla flotta ateniese di poca importanza ma di grande significato simbolico. Questa vittoria causò la caduta di Alcibiade e dipinse Lisandro come la persona in grado di sconfiggere gli Ateniesi sul mare.

## Preludio
Nel 407 a.C. Lisandro fu nominato navarco della flotta spartana, rimpiazzando il deceduto Mindaro. Radunata la flotta a Sparta, Lisandro navigò verso est attraverso l'Egeo, con 70 triremi; una volta raggiunta Efeso vi stabilì la sua base, dove allestì altre 20 triremi. A Efeso, stabilì relazioni diplomatiche con Ciro il Giovane, principe persiano, e ne divenne amico personale; il quale sborsò di tasca propria del denaro per aumentare la paga dei rematori spartana da 3 a 4 oboli al giorno.
Così facendo, la flotta spartana poteva attrarre i rematori esperti, che di solito operavano per la flotta ateniese.
Alcibiade, che doveva ingaggiare battaglia con Lisandro, portò la sua flotta a Nozio, da dove poteva osservare le manovre della flotta spartana; la sua tattica, però, non riuscì a spingere Lisandro a combattere. Così decise di navigare verso nord con alcune navi da guerra per assistere Trasibulo nell'assedio di Focea; la maggior parte della flotta, rimasta a controllare gli avversari, fu posta al comando del proprio timoniere (in greco antico: κυβερνήτης?, kybernétes, oggi più propriamente il nocchiere).
Una flotta di queste dimensioni (80 navi) sarebbe stata comandata, tradizionalmente, da vari generali, o almeno da un trierarca; la decisione anticonvenzionale di Alcibiade è stata ampiamente criticata sia dagli storici antichi sia da quelli moderni. Ad Antioco fu dato un solo ordine: "Non attaccare le navi di Lisandro."
Per qualche ragione, Antioco non seguì questo ordine, tentando di mettere in atto uno stratagemma che, avrebbe regalato la vittoria agli Ateniesi.

## Battaglia
Sul resoconto della battaglia le fonti (Diodoro, le Elleniche di Ossirinco e Senofonte) si dividono su molti punti.
Secondo le fonti disponibili Antioco, che secondo Diodoro era ambizioso e sperava di guadagnarsi un po' di gloria da sé, uscì da Nozio diretto ad Efeso con alcune navi, due secondo Senofonte e dieci delle migliori secondo Diodoro e le Elleniche di Ossirinco.
Il suo piano, secondo Diodoro, era quello di attirare i Peloponnesiaci in un inseguimento, con le navi da lui comandate a fare da esca, per poi tender loro un agguato col resto della flotta; lo stratagemma era molto simile a quello che aveva prodotto la stupenda vittoria ateniese di Cizico, ma a Nozio le condizioni si dimostrarono completamente diverse.
Secondo Diodoro Lisandro, sapendo che Alcibiade era partito coi suoi migliori soldati, pensò che fosse il momento buono per agire e attaccò le navi ateniesi (secondo Diodoro usò subito tutte le navi, secondo Senofonte inizialmente solo alcune; le Elleniche di Ossirinco quantificano queste "alcune" in tre navi).
Secondo le Elleniche di Ossirinco, appunto, Antioco, che aveva prelevato dalla sua flotta le dieci navi migliori, si era avvicinato con esse a Lisandro ma aveva sferrato l'attacco solo colla propria e un'altra; Lisandro, allora, aveva risposto con tre navi e, dopo aver affondato questa pattuglia, aveva inseguito le altre otto navi fino a quando gli altri trierarchi ateniesi non si erano decisi ad intervenire (Diodoro racconta questo punto in modo simile ma apparentemente, secondo il suo resoconto, le dieci navi ateniesi avevano sferrato l'attacco tutte insieme); secondo Senofonte e Diodoro gli Ateniesi intervennero con tutte le altre navi, secondo le Elleniche di Ossirinco colla maggior parte.
Dopo una scaramuccia con Lisandro (secondo Senofonte e Diodoro si trattò di una vera e propria battaglia, secondo le Elleniche di Ossirinco gli Ateniesi si ritirarono senza combattere) gli Ateniesi furono sconfitti a causa della loro disorganizzazione e, dopo aver perso alcune navi (quindici secondo Senofonte, ventidue secondo Diodoro e le Elleniche di Ossirinco), si diedero alla fuga.
Sia secondo Diodoro sia secondo Senofonte, comunque, solo pochi dei marinai delle navi perse furono fatti prigionieri; secondo Diodoro molti giunsero a riva a nuoto.
Secondo Senofonte Lisandro, dopo la vittoria, innalzò un trofeo e ritornò ad Efeso, mentre gli Ateniesi si recarono a Samo; Alcibiade, dopo essere stato informato della battaglia abbandonò l'assedio di Focea e ritornò subito a sud per rafforzare la flotta di Nozio, portando gli Ateniesi in superiorità numerica.
Nonostante ciò, come riferito sia da Senofonte sia da Diodoro, Lisandro non si lasciò più convincere a combattere da Alcibiade, capendo probabilmente che non gli sarebbe convenuto, e alla fine Alcibiade tornò a Samo.

## Conseguenze
La sconfitta comportò la completa dissoluzione del peso politico di Alcibiade ad Atene, da poco ritornato in auge dopo la vittoria di Cizico. Quando gli venne dato il comando c'erano su di lui grandi aspettative, ma la decisione di affidare la flotta ad Antioco e le conseguenze derivate, diede ai suoi avversari politici la possibilità di farlo rimuovere dalla carica di comandante. Senza fare ritorno ad Atene, Alcibiade si diresse via mare nel Chersoneso Tracico, dove vi erano le sue proprietà; tranne in una breve apparizione ad Egospotami, non fu più coinvolto nella guerra.
Dopo Nozio, la situazione mutò: il navarco spartano deteneva il comando della flotta per un anno, quindi Lisandro fu rimpiazzato da Callicratida; sulla sponda ateniese, invece, la fine di Alcibiade fu deleteria anche per i suoi amici Trasibulo e Teramene, quindi il comando fu affidato a dieci nuovi generali: Conone, Leonte, Archestrato (poi sostituito da Lisia), Aristocrate, Aristogene, Diomedonte, Erasinide, Pericle il Giovane Protomaco e Trasillo.
Nozio, sebbene non molto significativa dal punto di vista militare, (il momentaneo vantaggio acquisitò dalla flotta spartana fu completamente cancellato dalla sconfitta alle Arginuse), ebbe il notevole effetto politico di lanciare la carriera di Lisandro e di porre fine a quella di Alcibiade.
Lisandro continuò a combattere l'impero ateniese e, dopo la sua caduta, a lottare per il controllo dell'impero spartano, che l'aveva rimpiazzato; invece Alcibiade, che fu assassinato nel 403 a.C., non ritornò più alla sua città natale. Donald Kagan ha suggerito che l'errore più grave commesso da Atene, fu la destituzione di Trasibulo, l'abile comandante che aveva aiutato a pianificare tutte le vittorie ateniesi del 411 e del 410 a.C.